# Kostanjevec
Kostanjevec je naselje v Občini Slovenska Bistrica.